# Монжове
Монжове (фр. Montjovet) — муніципалітет в Італії, у регіоні Валле-д'Аоста.
Монжове розташоване на відстані близько 580 км на північний захід від Рима, 29 км на схід від Аости.
Населення — 1791 особа (2014).
Щорічний фестиваль відбувається 8 вересня. Покровитель — Герман Осерский.

## Демографія
Населення за роками:

Станом на 1 січня 2023 року в муніципалітеті офіційно проживало 68 іноземців з 16 країн, серед них 29 громадян країн Євросоюзу.

## Сусідні муніципалітети
- Шаллан-Сен-Віктор
- Шамдепра
- Шатійон
- Емарез
- Сен-Венсан
- Веррес